# Thuja plicata

Thuja plicata é o nome científico da tuia-gigante, uma árvore cuja madeira é muito apreciada para a confecção de tampos de instrumentos acústicos, como o violão.